# Hammarby Idrottsplats
L'Hammarby IP, per esteso Hammarby Idrottsplats, conosciuto anche come Kanalplan, è uno stadio di calcio svedese sito a Södermalm, sobborgo di Stoccolma, dove l'Hammarby femminile gioca le proprie partite interne.
L'impianto venne inaugurato il 12 settembre 1915, alla presenza di Gustavo VI Adolfo di Svezia, al tempo principe ereditario del trono svedese.
Grazie alla promozione in Damallsvenskan dell'allora denominato Hammarby IF DFF al termine della stagione di Elitettan 2014, non era chiaro se la squadra femminile avrebbe ancora utilizzato l'impianto, giudicato non rispondente ai requisiti per un campionato di alto livello a causa delle "cattive condizioni del campo e della zona circostante".
Nell'ottobre 2014, venne annunciato che erano previsti dei lavori di ristrutturazione per la stagione 2015.